# 高薦 (隆慶進士)
高薦（1540年—1586年），字子揚，號綝泉，山東青州衛人，官籍，明朝政治人物。

## 生平
嘉靖三十七年（1558年）戊午科山東鄉試第五十一名舉人。隆慶五年（1571年）中式辛未科會試第三百三十七名，三甲第一百三十五名進士。户部觀政，授直隶献县知县。萬曆四年（1576年）升户部主事，九年歷升员外郎、郎中，出为大同府知府，萬曆十四年卒。

## 家族
曾祖高整；祖父高昇；父高鑄，縣主簿。母王氏。永感下。兄高科。